# Tyler Boyd (football américain)
Pour les articles homonymes, voir Tyler Boyd et Boyd.
(en) Statistiques sur pro-football-reference
Tyler Alexander Boyd, né le 15 novembre 1994 à Clairton en Pennsylvanie, est un sportif professionnel américain de football américain évoluant au poste de wide receiver dans la National Football League (NFL) depuis la saison 2016.
Sélectionné en 55e choix global lors du deuxième tour de la draft 2016 de la NFL par la franchise des Bengals de Cincinnati, il y reste pendant huit saisons avant de rejoindre en tant qu'agent libre les Titans du Tennessee en 2024.
Au niveau universitaire, il a joué pendant trois saisons (2013-2016) dans la NCAA Division I FBS pour les Panthers de l'université de Pittsburgh.

## Biographie

### Carrière universitaire
Étudiant à l'Université de Pittsburgh, il joue pour les Panthers de 2013 à 2015 dans la NCAA Division I Football Bowl Subdivision (FBS) et son Atlantic Coast Conference (ACC). Il obtient une sélection dans la deuxième équipe ACC en 2013 et deux sélections dans la première équipe en 2014 et 2015.
Il remporte 30 à 27 le Little Caesars Pizza Bowl 2013 joué contre les Falcons de Bowling Green, y gagnant un total de 242 yards dont 173 en 8 réceptions et 54 en inscrivant un touchdown à la suite d'un retour de punt. Il termine sa première saison meilleur receveur de son équipe avec 1 174 yards en 85 réceptions et meilleur marqueur de touchdowns de son équipe à égalité avec le running back Isaac Bennett en avec 8 touchdowns (dont un inscrit à la suite d'une course).
La saison suivante, il perd 34 à 35 l'Armed Forces Bowl 2015 joué contre les Cougars de Houston et en y gagnant 112 yards en 9 réceptions ainsi que 69 yards supplémentaires en 3 retours de punt. Il affiche un bilan de 1 261 yards et 8 touchdowns en 78 réceptions ainsi que 63 yards supplémentaires en 12 courses, terminant meilleur receveur de son équipe. Il gagne également 442 yards en 16 retours de kickoff et 162 yards en 16 retours de punt terminant meilleur returner 2014 de son équipe.
Pour son année junior, Boyd perd 28 à 44 le Military Bowl 2015 disputé contre les Midshipmen de la Navy et en y gagnant 53 yards en 6 réceptions et 55 yards supplémentaires en 5 courses. Au terme se la saison 2015, il totalise 926 yards et 6 touchdowns en 91 réceptions (meilleur receveur de son équipe), 349 yards en 40 courses ainsi que 257 yards supplémentaires en 11 retours de kickoff et 7 yards en 8 retours de punt.

### Carrière professionnelle
Boyd a été considéré comme un potentiel choix de deuxième tour de la draft par la majorité des analystes sportifs et était classé 5e meilleur wide receiver sur les 414 s'y présentant par NFLDraftScouts.com.
| Taille               | Poids          | Bras          | Main           | Sprint   | Sprint   | Sprint   | Shuttle 20 yards | 3 cones drill | Détente       | Détente             | Développé couché | Test Wonderlic |
| Taille               | Poids          | Bras          | Main           | 40 yards | 10 yards | 20 yards | Shuttle 20 yards | 3 cones drill | verticale     | horizontale         | Développé couché | Test Wonderlic |
| 1,87 m (6 ft 1 ½ in) | 89 kg (197 lb) | 81 cm (32 in) | 25 cm (9 ¾ in) | 4,58 s   | 1,59 s   | 2,66 s   | 4,35 s           | 6,90 s        | 86 cm (34 in) | 3,02 m (9 ft 11 in) | 11 reps          | -              |

#### Draft
Boyd est sélectionné en 55e choix global lors du deuxième tour de la draft 2016 de la NFL par la franchise des Bengals de Cincinnati. Il est le 7e wide receiver sélectionné lors de cette draft.

#### Bengals de Cincinnati
Le 16 mai 2016, Boyd signe avec les Bengals son contrat rookie portant sur quatre saisons pour un montant de 4,25 millions de dollars incluant la prime à la signature de 1,94 million et le bonus de signature de 1,29 million.
Après s'être révélé durant la saison 2018 où il est devenu un des principaux receveurs de l'équipe, il prolonge son contrat avec les Bengals de 4 années supplémentaires pour un montant de 43 millions de dollars.

#### Titans du Tennessee
Le 7 mai 2024, Boyd signe un contrat d'un an pour un montant de 4,25 millions de dollars avec les Titans du Tennessee où il va retrouver l'entraîneur principal Brian Callahan (en) qui était sont coordinateur offensif à Cincinnati depuis la saison 2019.

## Statistiques

### Universitaires
| Année       | Équipe                 | Statut      | MJ |     | Passes réceptionnées | Passes réceptionnées | Passes réceptionnées | Passes réceptionnées |       | Courses | Courses | Courses | Courses |
| Année       | Équipe                 | Statut      | MJ | Nb. | Yards                | Moy.                 | TD                   | Nb.                  | Yards | Moy.    | TD      |         |         |
| 2013        | Panthers de Pittsburgh | Fr.         | 13 | 85  | 1 174                | 13,8                 | 7                    | 11                   | 108   | 9,8     | 1       |         |         |
| 2014        | Panthers de Pittsburgh | So.         | 13 | 78  | 1 261                | 16,2                 | 8                    | 12                   | 063   | 5,3     | 0       |         |         |
| 2015        | Panthers de Pittsburgh | Jr.         | 12 | 85  | 0 926                | 10,3                 | 6                    | 35                   | 294   | 8,4     | 0       |         |         |
| Totaux NCAA | Totaux NCAA            | Totaux NCAA | 38 | 248 | 3 361                | 13,3                 | 21                   | 58                   | 465   | 8,0     | 1       |         |         |

### Professionnelles
| Année                   | Équipe                  | MJ  |                 | Passes réceptionnées | Passes réceptionnées | Passes réceptionnées | Passes réceptionnées |                 | Courses         | Courses         | Courses | Courses |  | Fumbles | Fumbles |
| Année                   | Équipe                  | MJ  | Nb.             | Yards                | Moy.                 | TD                   | Nb.                  | Yards           | Moy.            | TD              | Nb.     | Perdus  |  |         |         |
| 2016                    | Bengals de Cincinnati   | 16  | 54              | 0 603                | 11,2                 | 1                    | 4                    | 58              | 14,5            | 0               | 1       | 1       |  |         |         |
| 2017                    | Bengals de Cincinnati   | 10  | 22              | 0 225                | 10,2                 | 2                    | -                    | -               | -               | -               | 0       | 0       |  |         |         |
| 2018                    | Bengals de Cincinnati   | 14  | 76              | 1 128                | 13,5                 | 7                    | 2                    | 03              | 01,5            | 0               | 0       | 0       |  |         |         |
| 2019                    | Bengals de Cincinnati   | 16  | 90              | 1 046                | 11,6                 | 5                    | 4                    | 23              | 05,8            | 0               | 2       | 2       |  |         |         |
| 2020                    | Bengals de Cincinnati   | 15  | 79              | 0 841                | 10,6                 | 4                    | 5                    | 49              | 09,8            | 0               | 1       | 0       |  |         |         |
| 2021                    | Bengals de Cincinnati   | 16  | 67              | 0 828                | 12,4                 | 5                    | 2                    | 22              | 11,0            | 0               | 1       | 0       |  |         |         |
| 2022                    | Bengals de Cincinnati   | 16  | 58              | 0 782                | 13,1                 | 5                    | -                    | -               | -               | -               | 0       | 0       |  |         |         |
| 2023                    | Bengals de Cincinnati   | 17  | 67              | 0 667                | 10,0                 | 2                    | 2                    | 11              | 05,5            | 0               | 0       | 0       |  |         |         |
| 2022                    | Titans du Tennessee     | ?   | Saison en cours | Saison en cours      | Saison en cours      | Saison en cours      | Saison en cours      | Saison en cours | Saison en cours | Saison en cours | ?       | ?       |  |         |         |
| Totaux dans la NFL      | Totaux dans la NFL      | 120 | 513             | 6 000                | 11,7                 | 11                   | 19                   | 166             | 8,7             | 0               | 5       | 3       |  |         |         |
| Totaux chez les Bengals | Totaux chez les Bengals | 120 | 513             | 6 000                | 11,7                 | 11                   | 19                   | 166             | 8,7             | 0               | 5       | 3       |  |         |         |

| Année              | Équipe                | MJ |     | Passes réceptionnées | Passes réceptionnées | Passes réceptionnées | Passes réceptionnées |       | Courses | Courses | Courses | Courses |  | Fumbles | Fumbles |
| Année              | Équipe                | MJ | Nb. | Yards                | Moy.                 | TD                   | Nb.                  | Yards | Moy.    | TD      | Nb.     | Perdus  |  |         |         |
| 2021               | Bengals de Cincinnati | 4  | 15  | 110                  | 07,3                 | 1                    | 1                    | 3     | 3,0     | 0       | 0       | 0       |  |         |         |
| 2022               | Bengals de Cincinnati | 3  | 06  | 089                  | 14,8                 | 0                    | -                    | -     | -       | -       | 0       | 0       |  |         |         |
| Totaux NFL/Bengals | Totaux NFL/Bengals    | 7  | 21  | 199                  | 09,5                 | 1                    | 1                    | 3     | 3,0     | 0       | 0       | 0       |  |         |         |

## Identité visuelle

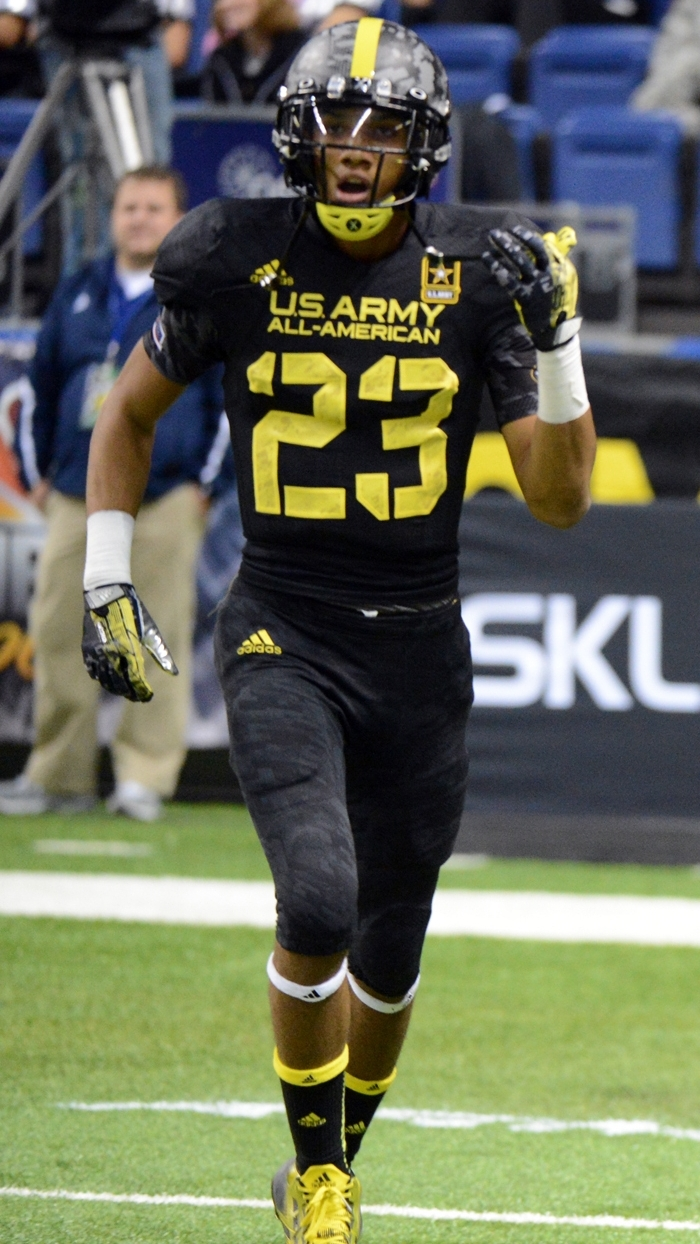
Boyd lors de l'U.S. Army All-American Bowl du 5 janvier 2013
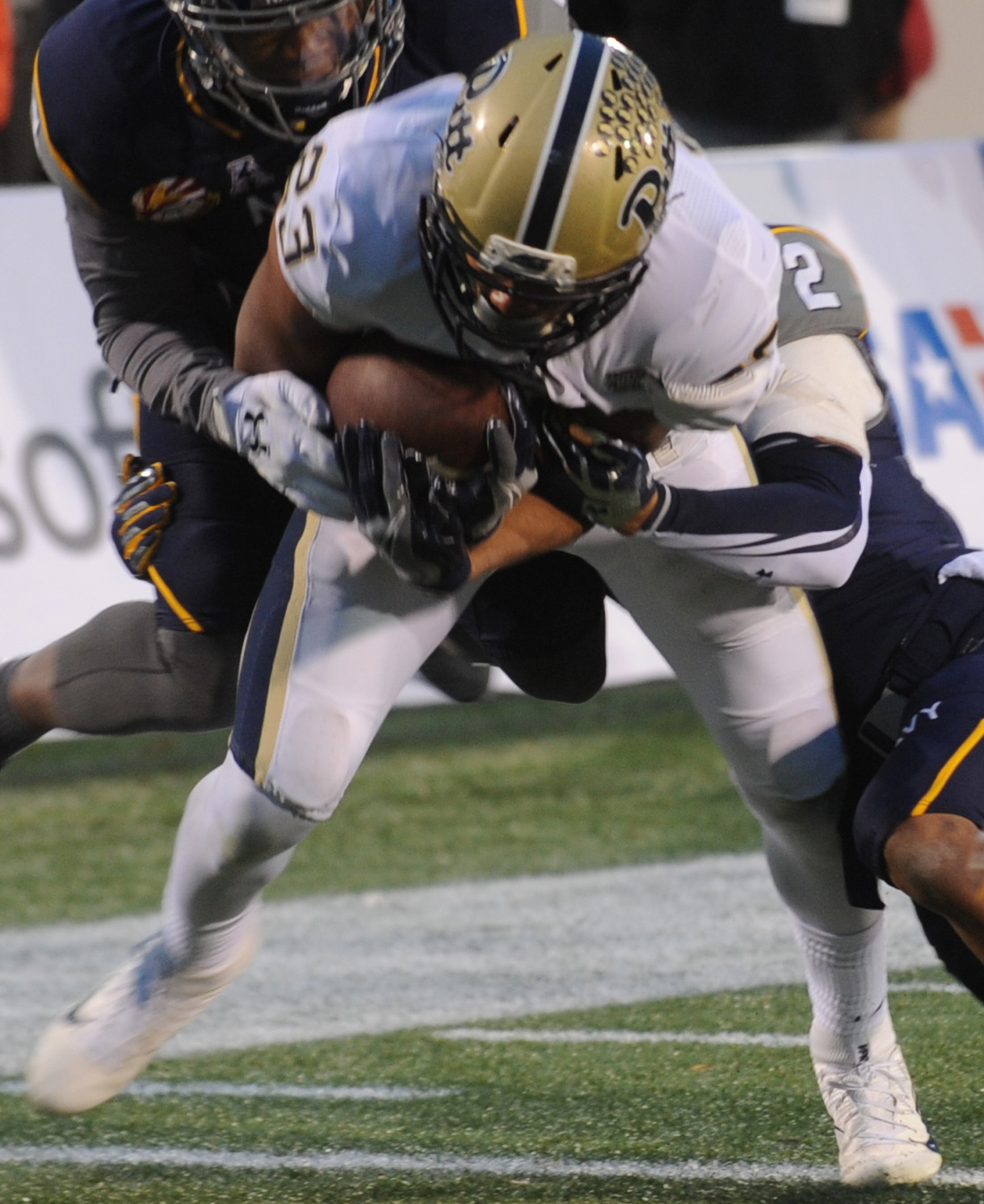
En action lors du Military Bowl 2015 avec Pittsburgh
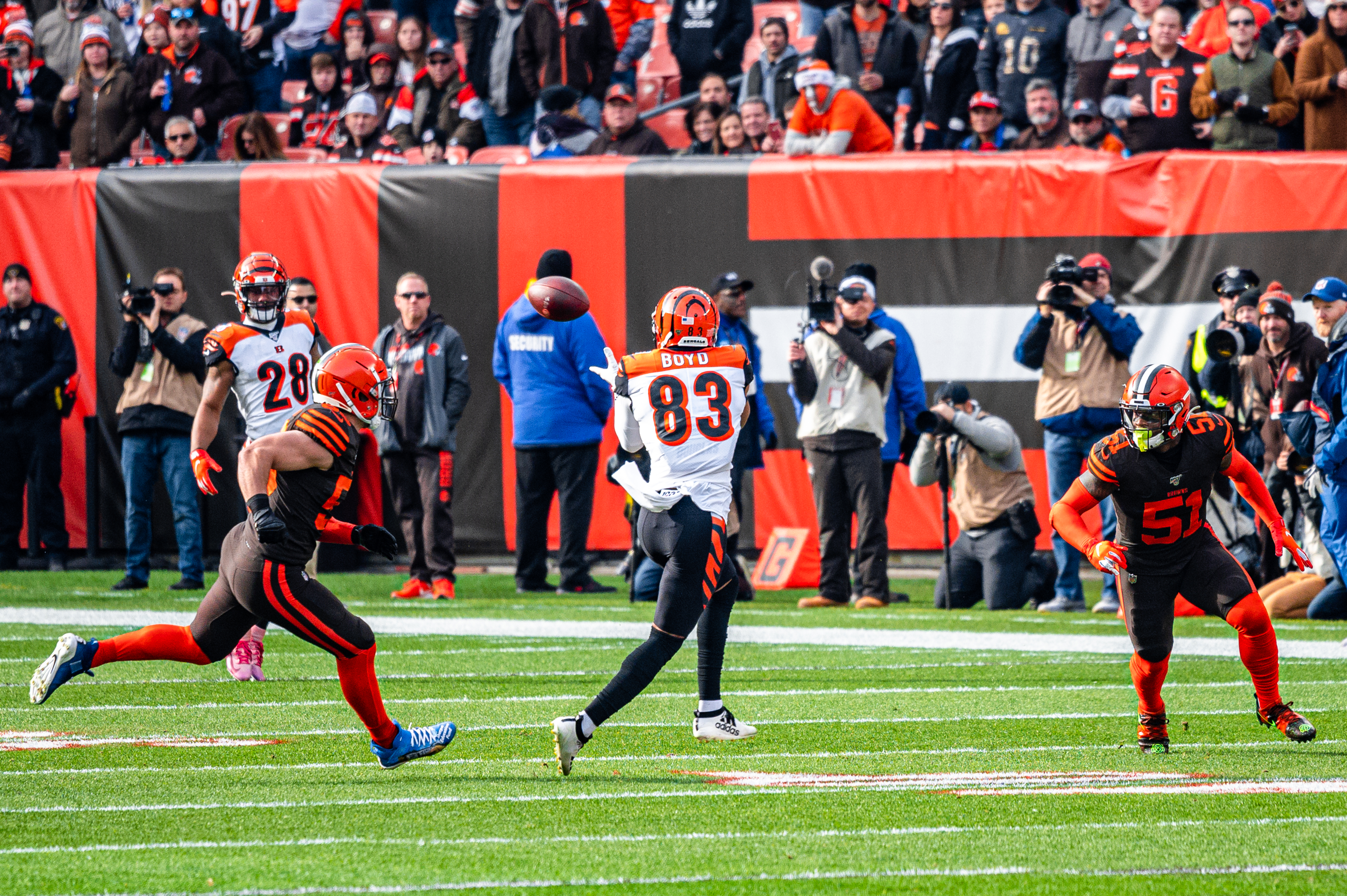
Boyd contre les Browns le 8 décembre 2019